# Phoenix Aviation
Phoenix Aviation is een Kirgizische luchtvaartmaatschappij met haar thuisbasis in Sharjah .

## Geschiedenis
Phoenix Aviation is opgericht in 1998.

## Vloot
De vloot van Phoenix Aviation bestaat uit:(feb.2007)
- 3 Boeing B-737-200

## Incidenten en Ongelukken
Phoenix Aviation is een heel kleine maatschappij, en heeft nog nooit ongelukken gehad.